# Amref Health Africa

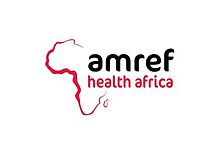
Das aktuelle Logo von Amref Health Africa.

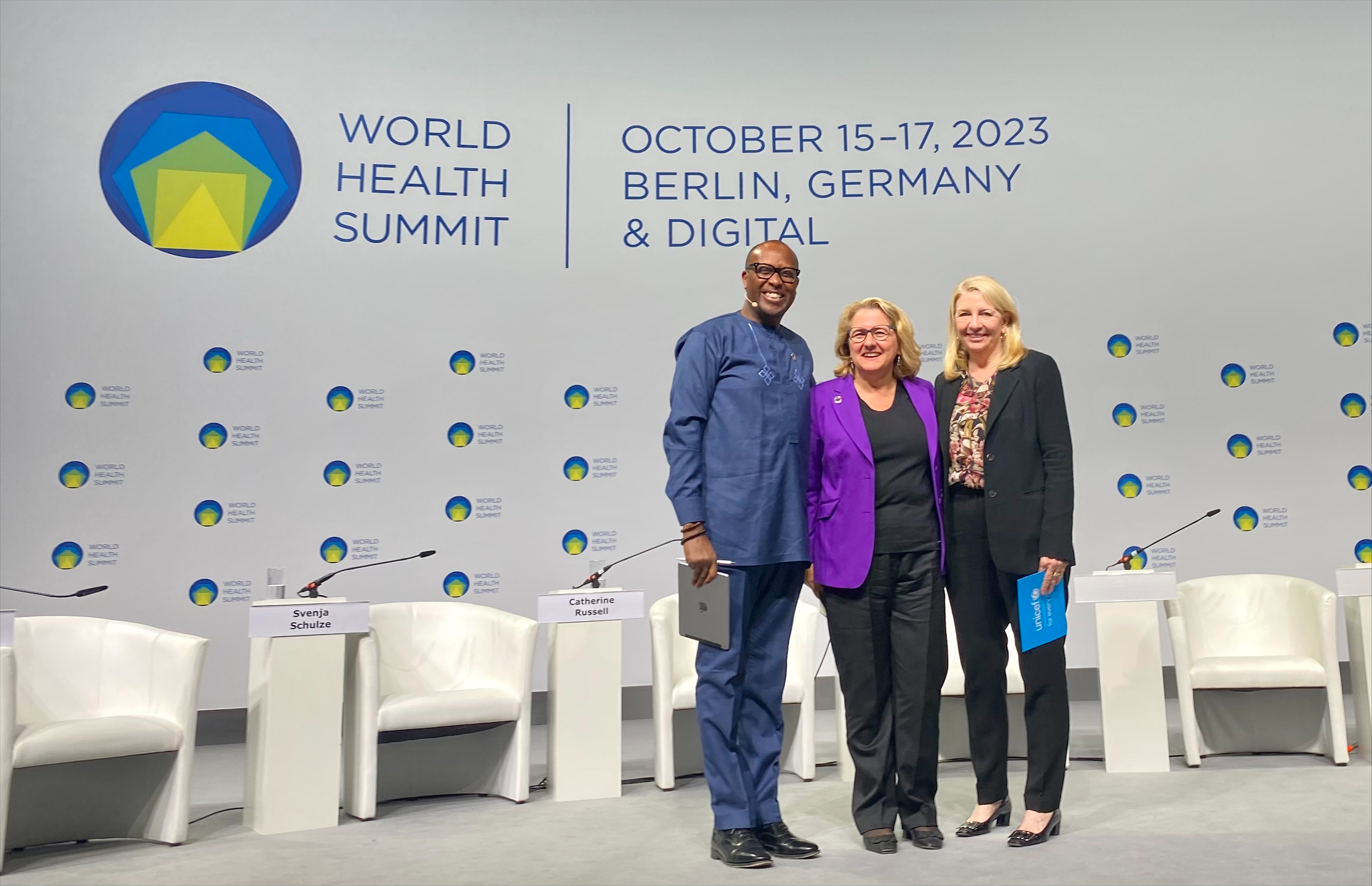
V. l. n. r.: Githinji Gitahi, CEO von Amref Health Africa; Bundesministerin Svenja Schulze, Bundesministerium für wirtschaftliche Zusammenarbeit und Entwicklung (BMZ); mit Catherine Russel, Executive Director UNICEF

Amref Health Africa ist die größte afrikanische Nichtregierungsorganisation im Bereich Gesundheit mit Sitz in Nairobi, der Hauptstadt von Kenia. Ziel ist es, einen flächendeckenden Basisgesundheitsdienst in Sub-Sahara mit einheimischen Fachkräften zu ermöglichen.

## Geschichte der Organisation
Amref Health Africa wurde im Jahr 1957 von dem plastischen Chirurgen und Albert-Schweitzer-Schüler Sir Michael Wood und seinen Kollegen Archibald McIndoe und Tom Rees in Kenia gegründet. Aus den Anfängen des Flying Doctor Service der 1950er Jahre, der entlegene Buschkrankenhäuser durch Visiten versorgte, ist die mittlerweile größte nichtstaatliche Gesundheitsorganisation des afrikanischen Kontinents geworden. Amref Health Africa hat seinen Hauptsitz in Nairobi, Kenia.

## Projekte und Schwerpunkte
Derzeit werden mehr als 100 gesundheitsbezogene Projekte in sieben Ländern Afrikas durchgeführt, ein Fokus liegt dabei auf Ostafrika. Die Gesundheitsversorgung der ländlichen Gebiete, Ausbildung von medizinischem Personal und die Prävention von Krankheiten sind die Schwerpunkte der Arbeit. In Afrika ist das staatliche Gesundheitssystem in den großen, städtischen Zentren konzentriert. Die Mehrheit der Bevölkerung lebt jedoch in den ländlichen Gebieten, die schwer zu erreichen und am stärksten vernachlässigt sind. Amref Health Africa engagiert sich vorrangig in diesen Regionen.
Die Arbeitsschwerpunkte sind:
- Die Aufklärung über und die Bekämpfung von HIV/AIDS, Tuberkulose und sexuell übertragbaren Erkrankungen
- Malariabekämpfung
- Wasser- und Hygieneprojekte
- Förderung von Familiengesundheit
- Klinik- und Rettungsdienst
- Aus- und Weiterbildung lokalen medizinischen Personals

## Ziele
Amref Health Africa will relevante und kostengünstige Wege für neue Projekte entwickeln, sie implementieren und evaluieren. Die Organisation versucht durch eine enge Zusammenarbeit mit den Menschen vor Ort Projekte auch dann noch effektiv wirken zu lassen, wenn sie sich selbst zurückgezogen hat. Amref Health Africa arbeitet mit Einzelpersonen, Familien, Kommunen, Regierungen und anderen Partnern zusammen und versucht dabei größtmöglichen Erfolg mit dem geringsten möglichen finanziellen Aufwand zu erzielen.
Amref Health Africa legt besonderen Wert auf die Aus- und Weiterbildung von lokalen Mitarbeitern, um Hilfe zur Selbsthilfe zu leisten. Beispielsweise durch E-Learning für Krankenschwestern. Als einzige medizinische Organisation dieser Größenordnung beschäftigt die Organisation in Afrika circa 900 ständige Mitarbeiter, von denen 95 % Afrikaner sind.

## Fakten
Mit Unterstützung der AMREF Flying Doctors betreut Amref Health Africa etwa 150 Krankenhäuser in den entlegensten Regionen Ostafrikas im Rahmen der Clinical Outreach Programme. Im Jahr 2012 wurden mehr als 7.000 Visiten und über 27.000 Behandlungen durchgeführt. Dabei wurden mehr als 8.500 Ärzte, Krankenschwestern und Clinical Officers weitergebildet.
Im Jahr 2012 umfasste das Gesamtbudget der Organisation 80,3 Millionen US-Dollar.
Seit 2014 ist der Name der Organisation Amref Health Africa, der den vorherigen Namen African Medical and Research Foundation (AMREF) nach über 50 Jahren ablöste.

## Länderbüros in Afrika
In Afrika verfügt Amref Health Africa über Länderbüros in Kenia, Tansania, Uganda, Südafrika, Südsudan, Äthiopien und im Senegal.
Aus den zuvor genannten ostafrikanischen Ländern, sowie aus Ruanda, bieten die Flying Doctors zusätzlich der Rücktransport oder die Evakuierung von Touristen an, die über eine entsprechende Rückholversicherung verfügen. Dieses Angebot schließt Südafrika nicht mit ein.

## Länderbüros weltweit
Länderbüros außerhalb Afrikas, die sogenannten „national offices in Europe and North America“, befinden sich in Deutschland, Österreich, Niederlande, Schweden, Frankreich, Spanien, Italien, England, den USA und Kanada.

### Deutschland
Im Jahr 1963 errichtete Leonore Semler auf dringenden Wunsch von Michael Wood, einem der Gründer von Amref Health Africa, die deutsche Niederlassung unter dem Namen AMREF Gesellschaft für Medizin und Forschung in Afrika eingetragener Verein mit Sitz in München. Im Jahr 2024 wurde eine Nachfolgeorganisation als Amref Health Africa Deutschland gemeinnützige GmbH mit Sitz in Bonn gegründet.
Ziel von Amref Deutschland ist es, die Arbeit der afrikanischen Organisation zu unterstützen und die Expertise aus dem afrikanischen Kontinent im Bezug auf globale Gesundheitssicherheit in relevante Diskurse in Deutschland einzubringen. Als deutsches Verbindungsbüro der „African-led“ und „Africa-based“ Organisation trägt Amref Deutschland auch zum Diskurs um koloniale Kontinuitäten in der Entwicklungshilfe und der Dekolonialisierung der Entwicklungszusammenarbeit bei.
Der inhaltliche Fokus von Amref Deutschland liegt dabei auf der Aus- und Weiterbildung von Gesundheitsfachkräften in Afrika, auf der Gesundheit von afrikanischen Frauen, auf Innovation basierend auf afrikanischer Expertise, auf WASH (Wasser, Sanitär und Hygiene) und der Rolle von WASH in Infektionsprävention, sowie auf den Auswirkungen des Klimawandels auf Gesundheit in Sub-Sahara Afrika.
Geschäftsführer von Amref Deutschland ist Ralph Achenbach.

### Österreich
Amref Health Africa Austria ist ein Verein mit Sitz in Salzburg (Österreich). Gegründet wurde das Büro im Jahr 1992 von dem langjährig in Afrika tätigen österreichischen Arzt Walter Schmidjell.

## Auszeichnungen
- 2018 Prinzessin-von-Asturien-Preis für internationale Zusammenarbeit
- 2013 Amref Health Africa wird vom The Global Journal zu einer der besten NGOs weltweit ernannt[18]
- 2011 AMREF Flying Doctors sind Air Ambulance Provider of the Year[19]
- 2005 Gates Award for Global Health der Bill & Melinda Gates Foundation
- 1999 Conrad N. Hilton Humanitarian Award[1]